# Margarethenkapelle Bad Hall

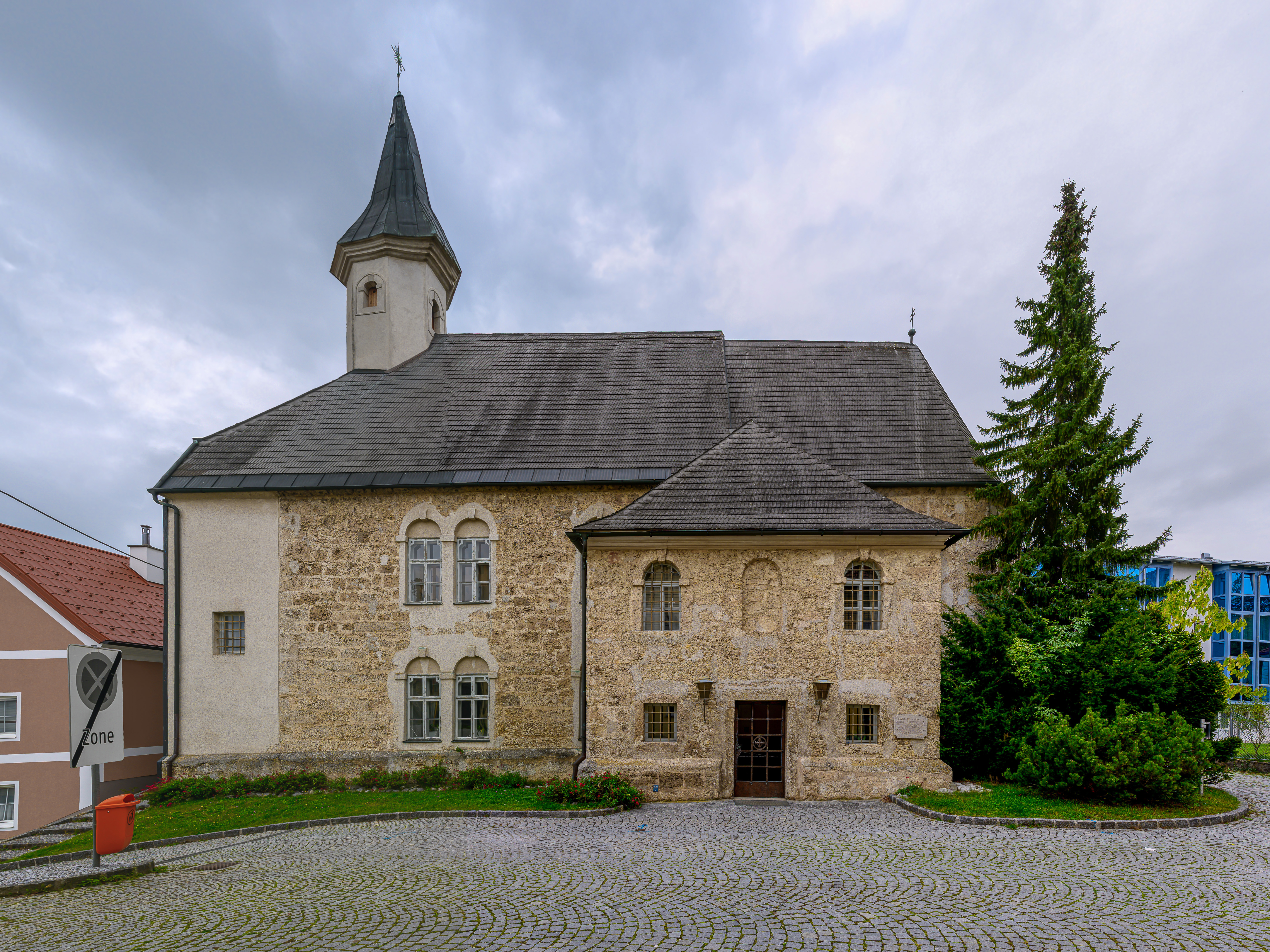
Die Margarethenkapelle in Bad Hall.

Die Margarethenkapelle Bad Hall steht im Ort Bad Hall in der Stadtgemeinde Bad Hall in Oberösterreich. Die römisch-katholische Filialkirche hl. Margareta steht unter Denkmalschutz.

## Geschichte

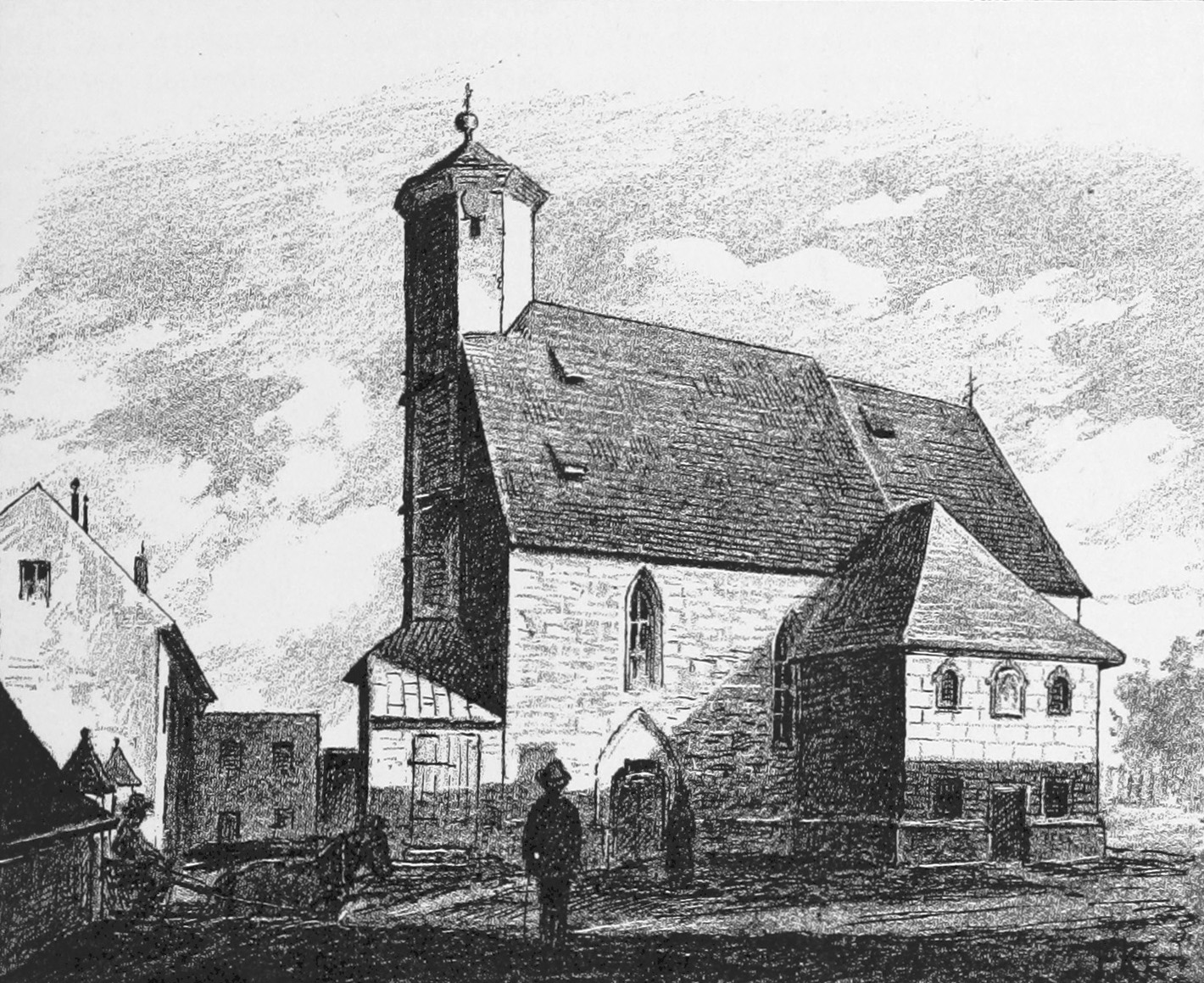
Zeichnung Franz Kulstrunks von spät. 1893

Die Kapelle wurde als Kapelle unter der sieben Linden genannt und 1298 urkundlich erwähnt. Im Ende des 14. Jahrhunderts erfolgte ein gotischer Neubau einer Kirche, welche 1410 geweiht wurde. Seit 1459 zeigt das Wappen der Stadt Bad Hall eine Ansicht der Kirche. Um 1600 wurde eine Sakristei angebaut. Bis 1784 eine Filialkirche war die Kirche während des Neubaus der Pfarrkirche Bad Hall selbst Pfarrkirche. Die Kapelle wurde von 1957 bis 1960 restauriert und von 1977 bis 1981 renoviert.

## Architektur
Die Kapelle wird im Kern vom ehemaligen spätgotischen netzrippengewölbten Chor gebildet. Das ehemalige Langhaus wurde zu einer Kinderbewahranstalt umgebaut. Der Westturm ist ein achtseitiger Dachreiter.

## Ausstattung
Der Tabernakelaufbau, das Altargemälde und die Statuen sind frühklassizistisch um 1785. 